# Natrampalli
Natrampalli è una suddivisione dell'India, classificata come town panchayat, di 9.076 abitanti, situata nel distretto di Vellore, nello stato federato del Tamil Nadu. In base al numero di abitanti la città rientra nella classe V (da 5.000 a 9.999 persone).

## Geografia fisica
La città è situata a 12° 35' 55 N e 78° 30' 55 E.

## Società

### Evoluzione demografica
Al censimento del 2001 la popolazione di Natrampalli assommava a 9.076 persone, delle quali 4.488 maschi e 4.588 femmine. I bambini di età inferiore o uguale ai sei anni assommavano a 1.050, dei quali 553 maschi e 497 femmine. Infine, coloro che erano in grado di saper almeno leggere e scrivere erano 6.399, dei quali 3.461 maschi e 2.938 femmine.